# Juraj-Dobrila-Universität Pula
Die Juraj-Dobrila-Universität Pula (kroat.: Sveučilište Jurja Dobrile u Puli; lat. Universitas Studiorum Georgii Dobrila Polensis) ist eine staatliche Universität in der kroatischen Hafenstadt Pula. Die Universitätsbibliothek Pula stellt die größte wissenschaftliche Bibliothek Istriens dar.
Es ist die jüngste Universität in Kroatien, die im Jahr 2006 gegründet und nach Bischof Juraj Dobrila benannt wurde.

## Fakultäten

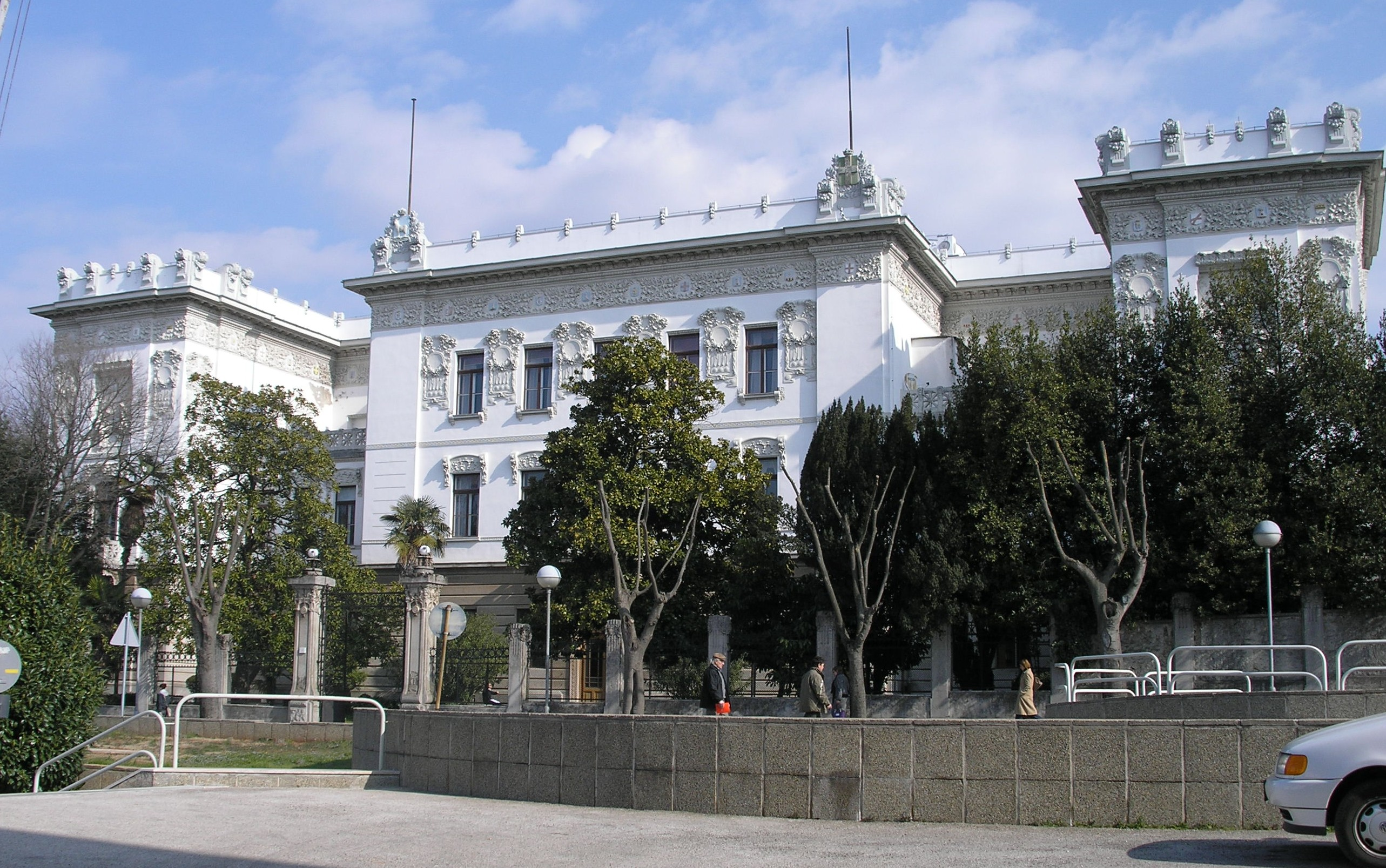
Rektorat der Juraj-Dobrila-Universität Pula

Die Universität gliedert sich in sieben Fakultäten und eine Akademie:
- philosophische Fakultät
- Fakultät für Informatik
- Fakultät für Naturwissenschaften
- Pädagogische Fakultät
- Medizinische Fakultät
- Technische Fakultät
- Fakultät für Wirtschaft und Tourismus „Mijo Mirković“
- Musikakademie.